# Geoffrey Keen
Geoffrey Keen (Wallingford, 21 augustus 1916 - Northwood, 3 november 2005) was een Engelse acteur. Hij werd onder andere bekend door zijn rol in Doctor Zhivago en als minister van Defensie in diverse James Bondfilms.
Keen werd geboren in Oxfordshire als zoon van de acteur Malcolm Keen. Hij begon zijn opleiding aan het gymnasium in Bristol, waarna hij zich aansloot bij het Little Repertory Theatre (ook in Bristol) waar hij in 1932 zijn toneeldebuut maakte. Na zijn debuut zou hij naar de London School of Economics gaan, maar hij veranderde van gedachte en ging naar de Royal Academy of Dramatic Art, waar hij na één jaar een gouden medaille won. Keen sloot zich in 1939 aan bij de Royal Shakespeare Company. Tijdens de Tweede Wereldoorlog ging Keen in dienst bij het medische korps van de Britse Koninklijke Landmacht. In zijn diensttijd slaagde Keen erin om een educatieve film van het Britse leger te maken voor Carol Reed. Keens filmdebuut kwam in 1946 in Riders of the New Forest. Later zou hij ook in meerdere klassiekers verschijnen, zoals The Third Man (1949), The Boy and the Bridge (1959), Born Free (1966), Doctor Zhivago (1965), Cromwell (1970), Taste the Blood of Dracula (1969) en nog vele andere. In totaal speelde Keen in 100 films.
Verder had Keen gastrollen in The Saint en The Persuaders en speelde hij van 1965 tot 1972 de hoofdrol in de dramaserie The Troubleshooters.

## Frederick Gray
Een van Keens bekendste rollen was die van minister van Defensie Sir Frederick Gray in de James Bondfilms. In die rol speelde hij in de volgende films:
- The Spy Who Loved Me (1977)
- Moonraker (1979)
- For Your Eyes Only (1981)
- Octopussy (1983)
- A View to a Kill (1985)
- The Living Daylights (1987)

Ook leende hij in 1991 en 1992 zijn stem aan hetzelfde personage in de tekenfilm James Bond Junior.

## Latere leven en overlijden
In 1991 ging hij officieel met pensioen; Geoffrey Keen verscheen daarna niet meer in het openbaar. Hij overleed op 3 november 2005 op 89-jarige leeftijd en werd op 8 november in besloten kring gecremeerd in het Golders Green Crematorium te Londen, waar ook zijn vader is gecremeerd.
Geoffrey Keen was driemaal getrouwd en had een dochter.